# 索科羅聖母城
10°51′18″S 37°03′33″W / 10.85500°S 37.05917°W
索科羅聖母城（葡萄牙語：Nossa Senhora do Socorro），是巴西的城鎮，位於該國東北部，由塞爾希培州負責管轄，始建於1868年，面積157平方公里，海拔高度36米，2013年人口172,547，人口密度每平方公里1,100.63人。